# ليندا سميث (ممثل)
ليندا سميث (بالإنجليزية: Linda Smith )‏ (و. 1958 – 2006 م) هي ممثلة هزلية، وكاتبة سيناريو إنجليزية، بدأت مشوارها المهني سنة العقد 1980، توفيت في لندن، عن عمر يناهز 48 عاماً، بسبب سرطان المبيض.

## التعليم
تعلمت في جامعة شفيلد.

## وصلات خارجية
- ليندا سميث على موقع IMDb (الإنجليزية)
- ليندا سميث على موقع ميوزك برينز (الإنجليزية)
- ليندا سميث على موقع ديسكوغز (الإنجليزية)

- ليندا سميث في قاعدة بيانات الأفلام على الإنترنت